# Sirinda-Fategar
Sirinda-Fategar (Sirhind-Fategarh) é uma cidade no estado da Índia de Panjabe.

## Demografia
De acordo com o censo de 2011, Sirinda-Fategar tinha uma população de 60.852. Os homens constituem 54% da população e as mulheres 46%. Sirinda-Fategar tem uma taxa de alfabetização média de 90%, superior à média nacional de 74%: a alfabetização masculina é de 84% e a feminina de 80%. Em Sirinda-Fategar, 12% da população está abaixo dos 6 anos de idade.

## Etimologia
De acordo com a noção popular, o nome atual da cidade, Sirinda, vem de 'Sar-i hind', que significa Fronteira de Hindo, visto que os mogóis a viam como a 'porta de entrada para o Hindustão'. No entanto, uma tribo do século V dos arianos sairindas, que habitava esta área, também pode ter levado ao seu nome atual.

## História
Varaamira (505-587) em seu tratado de sânscrito, Brihat Samhita, menciona a cidade como 'Satudar Desh', mais tarde ela foi habitada por uma tribo de sairindas arianos, levando ao seu nome atual. De acordo com Huan Tsang, o viajante chinês que visitou a Índia durante o século VII, Sirinda era a capital do distrito de Xitotulo, ou Xatadru (o atual rio Sutle).
No século XII, Sirinda ficou sob o governo dos Rajaputes Chauhan Hindu de Déi. Durante o governo de Pritevi Rajá Chauã (1168–1192), o governante rajapute hindu de Déli, tornou-se seu posto militar avançado.
Ela cresceu ainda mais em glória durante o Império Mogol, quando se tornou sua capital provincial, controlando a Rodovia Laore-Déli, a Grand Trunk Road. Durante a era mogol, Sirinda era o nome de Maluá, já que era a capital da região. Sirinda era a sede da administração mogol no leste de Punjab. Muitos viajantes europeus descrevem seus esplendores, e também se tornou um centro de atividade cultural.
Sirinda era conhecida pelas dezenas de santos, eruditos, poetas, historiadores, calígrafos e escribas que viviam lá. Esta cidade é mais famosa para os muçulmanos pelo Grande santo Amade Sirindi (1564-1624). Ele era um estudioso islâmico indiano de origem árabe, um jurista hanafita e um membro proeminente da ordem sufita Naqshbandī. Um grande número de edifícios sobrevivem deste período, incluindo o forte chamado 'Aam Khas Bagh'; diz-se que no seu apogeu, a cidade tinha 360 mesquitas, jardins, tumbas, caravançarais e poços.
Os dois filhos mais novos do décimo sique Guru, Guru Gobinde Singue, Baba Zorauar Singue (9 anos) e Baba Faté Singue (5 anos) foram executados pelo então governador, Uazir Cã, por sua recusa em se converter ao Islã. Guruduara Sri Fatehgarh Saíbe é estabelecido naquele local para homenageá-los. Banda Singue Badur, em 1710, atacou e destruiu Sirinda e matou Uazir Cã em retribuição pelas execuções de Zorauar e Faté Singue. Os siques então ocuparam Sirinda e nomearam Bai Baje Singue Ji para ser o novo governador.

## Locais históricos e religiosos em Sirinda-Fategar
- Guruduara Fategar Saíbe
- Gurduara Jioti Sarupe
- Dasnami Acara
- Gurduara Xaíde Ganje
- Gurduara patexai Chevim
- Rauza Xarife (Santuário de Saíde Amade Sirindi)
- Tumba de Ustade e Xaguirde
- Tumba de Mir i Mirã
- Aã Cas Bague
- Vila templária Atevali de Mata Seri Chacrexuari Devi Jaim
- Gurduara moti ram mehra ji
- Jaaji Haveli, Haveli de Diwan Todar Mal
- Dera Baba Birã Das Ji (VPO Badhouchhi Kalan)[3]